# トニー賞 演劇主演男優賞
トニー賞の演劇主演男優賞(Best Performance by a Leading Actor in a Play)は、第1回となる1947年から授与されている。

## 受賞一覧
- 1947年：ホセ・フェラー - 『シラノ・ド・ベルジュラック』 & フレデリック・マーチ -『Years Ago』
- 1948年：ヘンリー・フォンダ - 『ミスタア・ロバーツ』 & ポール・ケリー（英語版） -『Command Decision』 & ベイジル・ラスボーン - 『The Heiress』
- 1949年：レックス・ハリソン - 『1000日のアン』

- 1950年：シドニー・ブラックマー - 『Come Back, Little Sheba』（『愛しのシバよ帰れ』）
- 1951年：クロード・レインズ - 『w:Darkness at Noon』（原作の邦題は『眞晝の暗黒』）
- 1952年：ホセ・フェラー - 『The Shrike』
- 1953年：トム・イーウェル - 『七年目の浮気』
- 1954年：デヴィッド・ウェイン - 『The Teahouse of the August Moon』（『八月十五夜の茶屋』）
- 1955年：アルフレッド・ラント - 『Quadrille』
- 1956年：ポール・ムニ - 『w:Inherit the Wind』
- 1957年：フレデリック・マーチ - 『w:Long Day's Journey into Night』（映画化作品は『夜への長い旅路』）
- 1958年：ラルフ・ベラミー - 『w:Sunrise at Campobello』（『ルーズベルト物語』）
- 1959年：ジェイソン・ロバーズ - 『The Disenchanted』

- 1960年：メルヴィン・ダグラス - 『The Best Man』
- 1961年：ゼロ・モステル - 『Rhinocéros』
- 1962年：ポール・スコフィールド - 『w:A Man for All Seasons』（『わが命つきるとも』）
- 1963年：アーサー・ヒラー - 『ヴァージニア・ウルフなんか怖くない』
- 1964年：アレック・ギネス - 『Dylan』
- 1965年：ウォルター・マッソー - 『おかしな二人』
- 1966年：ハル・ホルブルック - 『w:Mark Twain Tonight』
- 1967年：ポール・ロジャース - 『帰郷』
- 1968年：マーティン・バルサム - 『w:You Know I Can't Hear You When the Water's Running』
- 1969年：ジェームズ・アール・ジョーンズ - 『w:The Great White Hope』

- 1970年：フリッツ・ウィーヴァー - 『w:Child's Play』
- 1971年：ブライアン・ベッドフォード - 『w:The School for Wives』（『女房学校』）
- 1972年：クリフ・ゴーマン -『Lenny』
- 1973年：アラン・ベイツ - 『w:Butley』
- 1974年：マイケル・モリアーティ - 『w:Find Your Way Home』（『晴れた日に永遠が見える』）
- 1975年：ジョン・カニー& ウィンストン・ヌショナ -『シズイ・バンシは死んだ』、『The Island』
- 1976年：ジョン・ウッド - 『w:Travesties』
- 1977年：アル・パチーノ - 『w:The Basic Training of Pavlo Hummel』
- 1978年：バーナード・ヒューズ - 『Da』
- 1979年：トム・コンティ - 『w:Whose Life Is It Anyway?』（『この生命誰のもの』）

- 1980年：ジョン・ルビンスタイン - 『w:Children of a Lesser God』（映画化作品は『愛は静けさの中に』）
- 1981年：イアン・マッケラン - 『アマデウス』
- 1982年：ロジャー・リース[1] - 『ニコラス・ニクルビー』
- 1983年：ハーヴェイ・ファイアスタイン - 『トーチソング・トリロジー』
- 1984年：ジェレミー・アイアンズ - 『w:The Real Thing』
- 1985年：デレク・ジャコビ - 『から騒ぎ』
- 1986年：ジャド・ハーシュ - 『w:I'm Not Rappaport』
- 1987年：ジェームズ・アール・ジョーンズ - 『Fence』
- 1988年：ロン・シルヴァー - 『w:Speed-the-Plow』
- 1989年：フィリップ・ボスコ - 『レンド・ミー・ア・テナー』

- 1990年：ロバート・モース - 『Tru』
- 1991年：ナイジェル・ホーソーン - 『永遠(とわ)の愛に生きて』
- 1992年：ジャド・ハーシュ - 『w:Conversations With My Father』
- 1993年：ロン・リーブマン - 『エンジェルス・イン・アメリカ -至福千年紀が近づく-』
- 1994年：スティーヴン・スピネラ - 『エンジェルス・イン・アメリカ -ペレストロイカ-』
- 1995年：レイフ・ファインズ - 『ハムレット』
- 1996年：ジョージ・グリザード - 『デリケート・バランス』(w:A Delicate Balance)
- 1997年：クリストファー・プラマー - 『バリモア』
- 1998年：アンソニー・ラパーリア - 『橋からの眺め』 (w:A View from the Bridge)
- 1999年：ブライアン・デネヒー - 『セールスマンの死』

- 2000年：スティーブン・ディレーン - 『リアルシング』 (w:The Real Thing (play))
- 2001年：リチャード・イーストン - 『愛の創造』
- 2002年：アラン・ベイツ - 『w:Fortune's Fool』
- 2003年：ブライアン・デネヒー -『夜への長い旅路』
- 2004年：ジェファーソン・メイズ - 『w:I Am My Own Wife』
- 2005年：ビル・アーウィン - 『ヴァージニア・ウルフなんか怖くない』
- 2006年：リチャード・グリフィス - 『w:The Histroy Boys』 （映画化作品『ヒストリー・ボーイズ』）
- 2007年：フランク・ランジェラ - 『フロスト/ニクソン』
- 2008年：マーク・ライランス - 『ボーイング・ボーイング』
- 2009年：ジェフリー・ラッシュ - 『瀕死の王』
- 2010年：デンゼル・ワシントン - 『Fences』
- 2011年：マーク・ライランス - 『Jerusalem』
- 2012年：ジェームズ・コーデン - 『One Man, Two Guvnors』
- 2013年：トレイシー・レッツ - 『ヴァージニア・ウルフなんか怖くない』
- 2014年：ブライアン・クランストン - 『All the Way』
- 2015年：アレックス・シャープ - 『夜中に犬に起こった奇妙な事件』
- 2016年：フランク・ランジェラ - 『Le Père 父』
- 2017年：ケヴィン・クライン - 『プレゼント・ラフター』

注意
ここで表記される邦題は、翻訳上演されたときの物に準ずる。また、日本では上演されていないが、映画作品から舞台作品へと転じた作品・映像化された作品が日本で公開され邦題が付けられた作品、原作または書籍化された作品が日本で出版され、邦題が付いている物などに関してもそれに準ずることとする（NHKで放送される授賞式で表記された邦題についても一部参考として表記）。